# Veenhuser Kirche

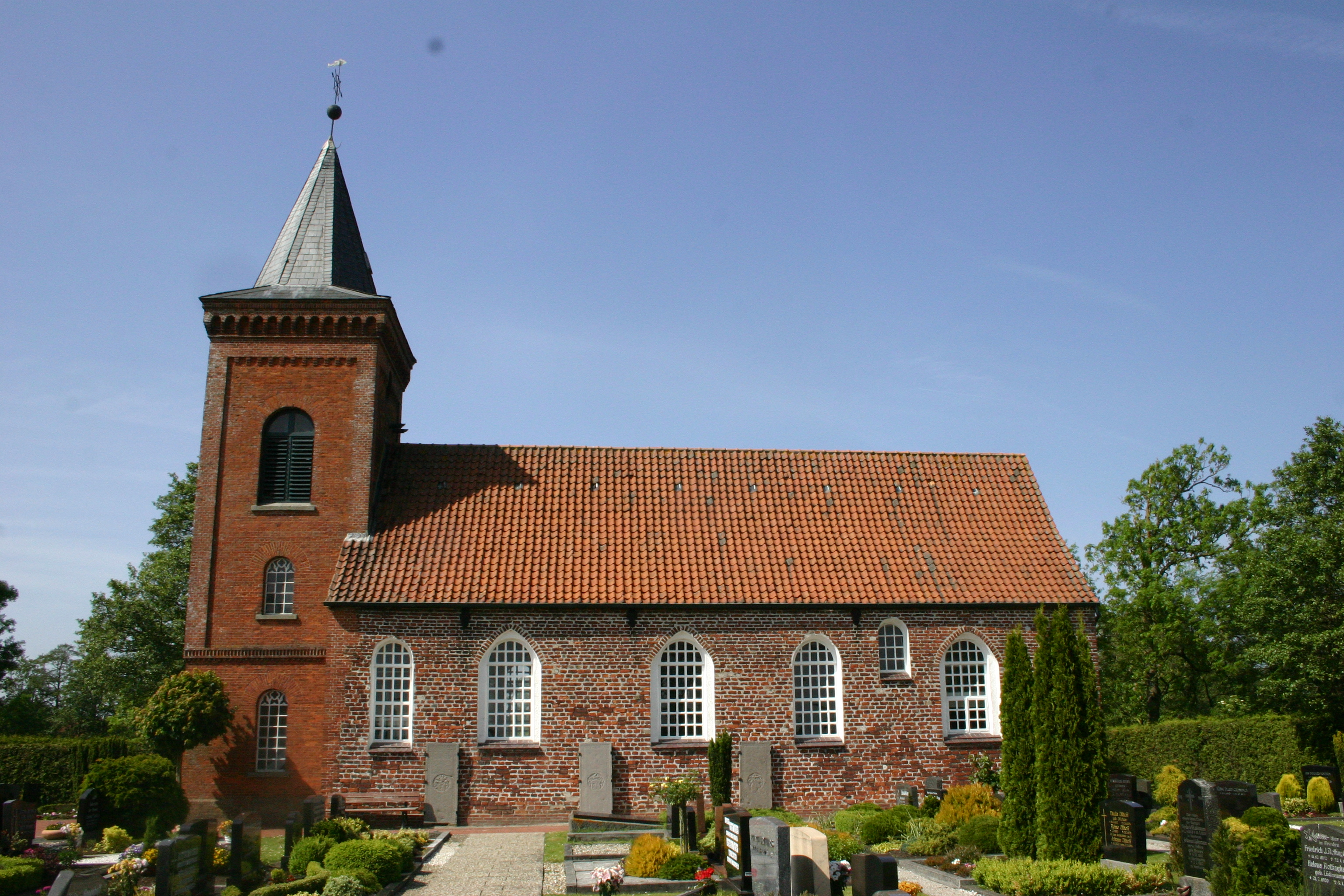
Veenhuser Kirche

Die evangelisch-reformierte Veenhuser Kirche im ostfriesischen Veenhusen wurde um 1290 als Saalkirche gebaut.

## Geschichte und Architektur

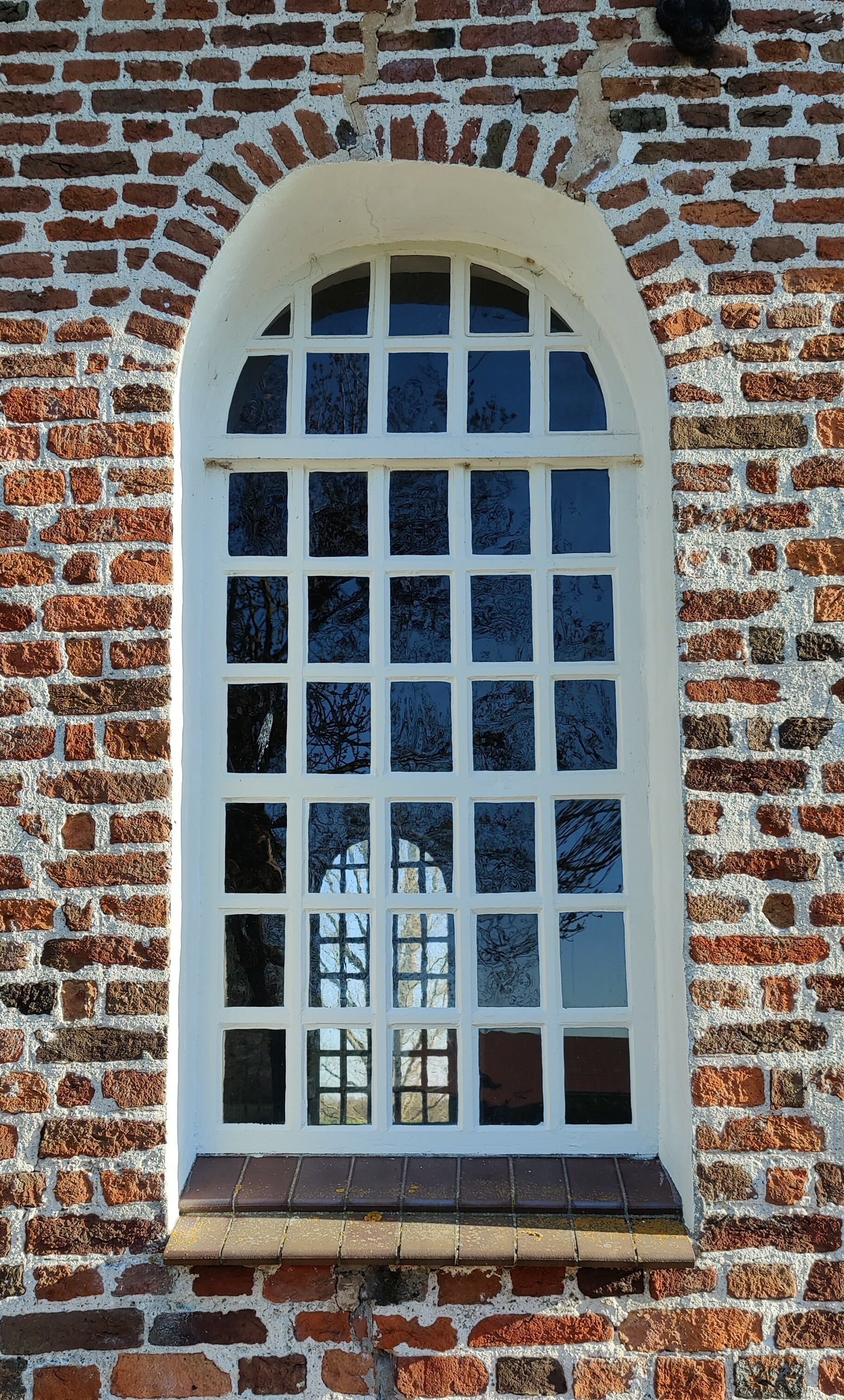
Nachträglich vergrößerte Fenster

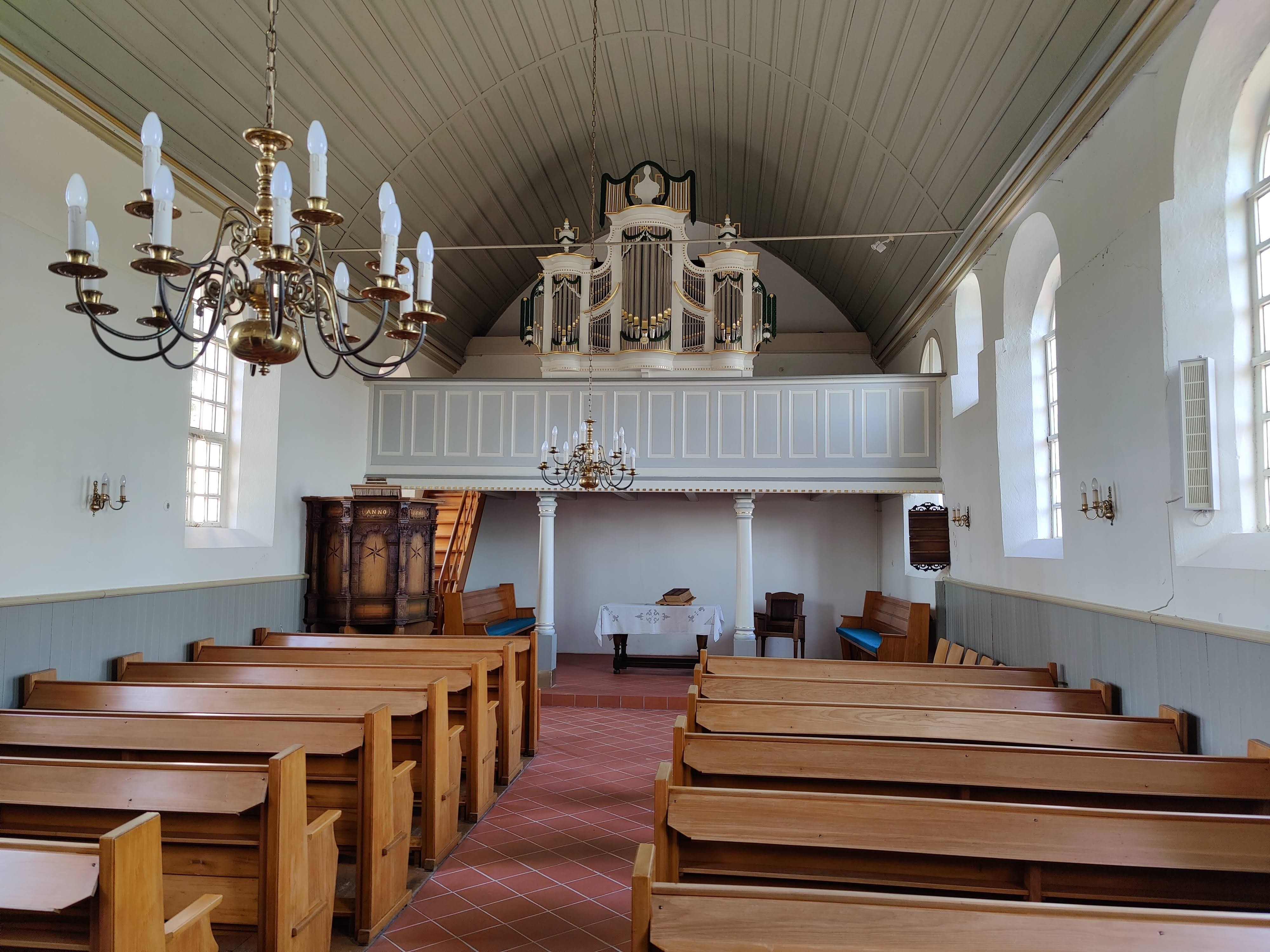
Blick in den Innenraum

Der Vorgängerbau stand auf der nahe gelegenen Emsinsel Osterwinsum. Aufgrund des sich ändernden Flussverlaufes wurde diese Siedlung mitsamt dem Gotteshaus im Jahr 1283 aufgegeben. Die Kirche wurde abgetragen und die Steine wurden für den Kirchenneubau in Veenhusen wiederverwendet. Die geflüchteten Menschen erbauten auf dem Veenhuser Sandrücken die ersten Häuser und errichteten eine rechteckige Saalkirche mit einem angrenzenden Friedhof.

“Welcken Osterwinsum plach tho liggen, daer nu de Emse hen geit int Westen vant Voorwerck thom Dyke, und de kercke is transfereert tho Veenhuysen, und wert noch wel genoemet tho Nienhove.”

„Dort wo Osterwinsum zu liegen pflegte, verläuft nun die Ems westlich des Vorwerks (Kloster Thedinga) zum Deich, und die Kirche wurde nach Veenhusen hinübergetragen, und wird noch wohl Nienhove genannt.“

Im Mittelalter unterstand Veenhusen der Propstei Leer im Bistum Münster. Im Zuge der Reformation wandte sich die Kirchengemeinde um 1524 dem reformierten Bekenntnis zu. Kreuze, Bilder und der Altar wurden entfernt und das Niederländische als Kirchensprache eingeführt.
Der Glockenturm stand ursprünglich im Nordwesten frei und wich 1869 einem Westturm, der an das Kirchenschiff angebaut wurde und auch als Eingang dient. Der oktogonale Spitzhelm wird ungewöhnlicherweise von einem Fisch als Windfahne bekrönt. Im 19. Jahrhundert wurde eine zweite Empore im Westbereich eingebaut. Der Holzfußboden wurde im Jahr 1960 erneuert. Bei der Sanierung des abgesackten Fußbodens in den 1990er Jahren fanden sich Reste der mittelalterlichen Bodenfliesen. An sie erinnern die Fliesen, mit denen der Mittelgang neu belegt wurde.
Im Zuge der nach Osten fortschreitenden Moorkolonisierung wanderte der Ort mit, sodass die alte Kirche heute am westlichen Ortsrand gelegen ist. Wegen des weiten Wegs zur Kirche diente zunächst die Schule als provisorischer Gottesdienstraum, bis 1971 im Dorfzentrum ein neues Gemeindezentrum errichtet wurde, das 1981 erweitert wurde. Der provisorische Glockenstuhl aus Stahl wurde 1986 durch einen neuen Glockenturm ersetzt. Mit dem grundlegenden Erweiterungsumbau im Jahr 1997 wurde die heutige „Friedenskirche“ geschaffen. Heute umfasst die Kirchengemeinde etwa 2750 Gemeindeglieder (Stand: 2011).

## Ausstattung

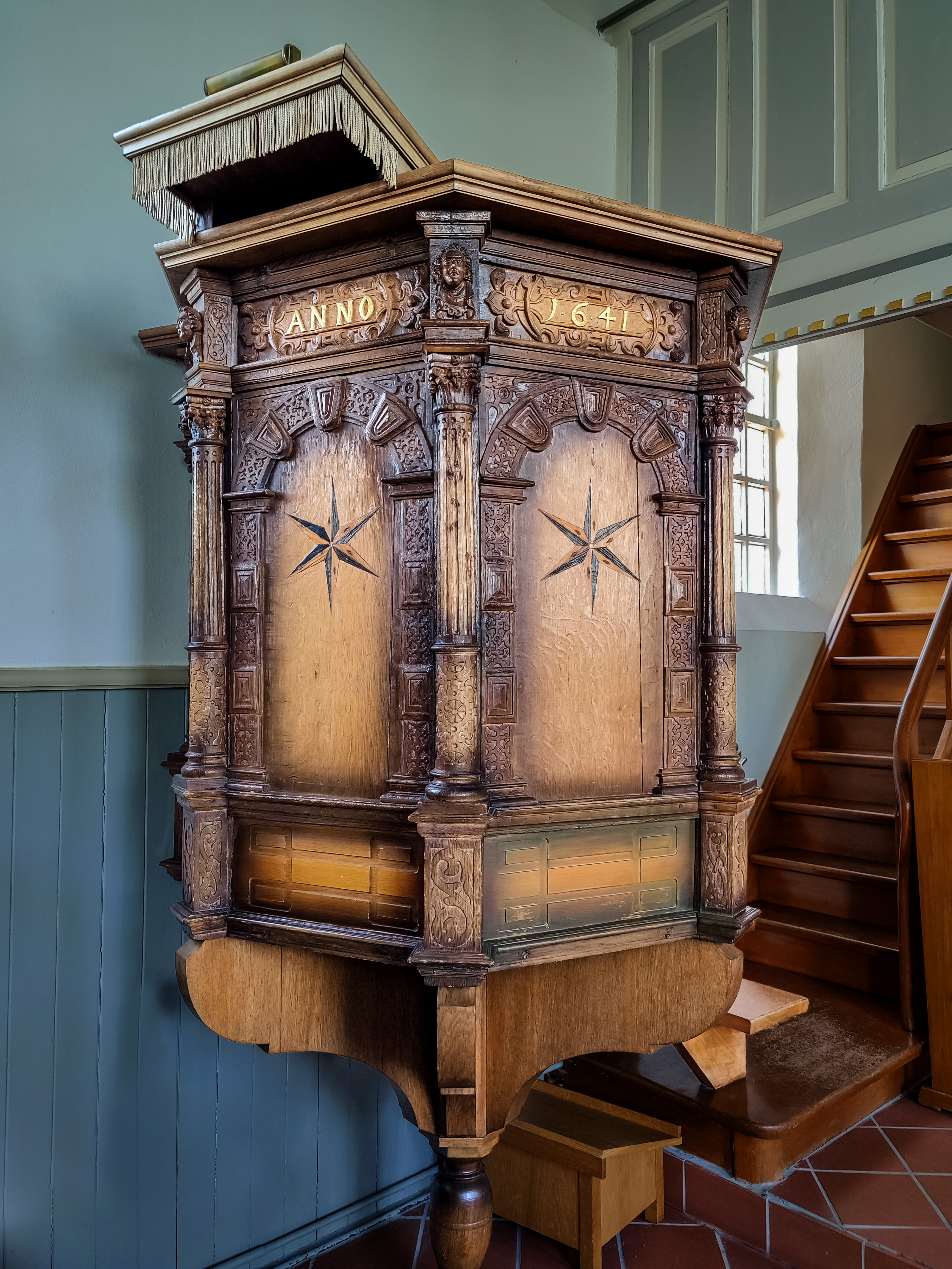
Mahler-Kanzel von 1641

Im Jahr 1641 schuf der Bildschnitzer Tönnies Mahler die Kanzel. Sie ist sein frühestes Werk und noch bilderlos.

## Orgel

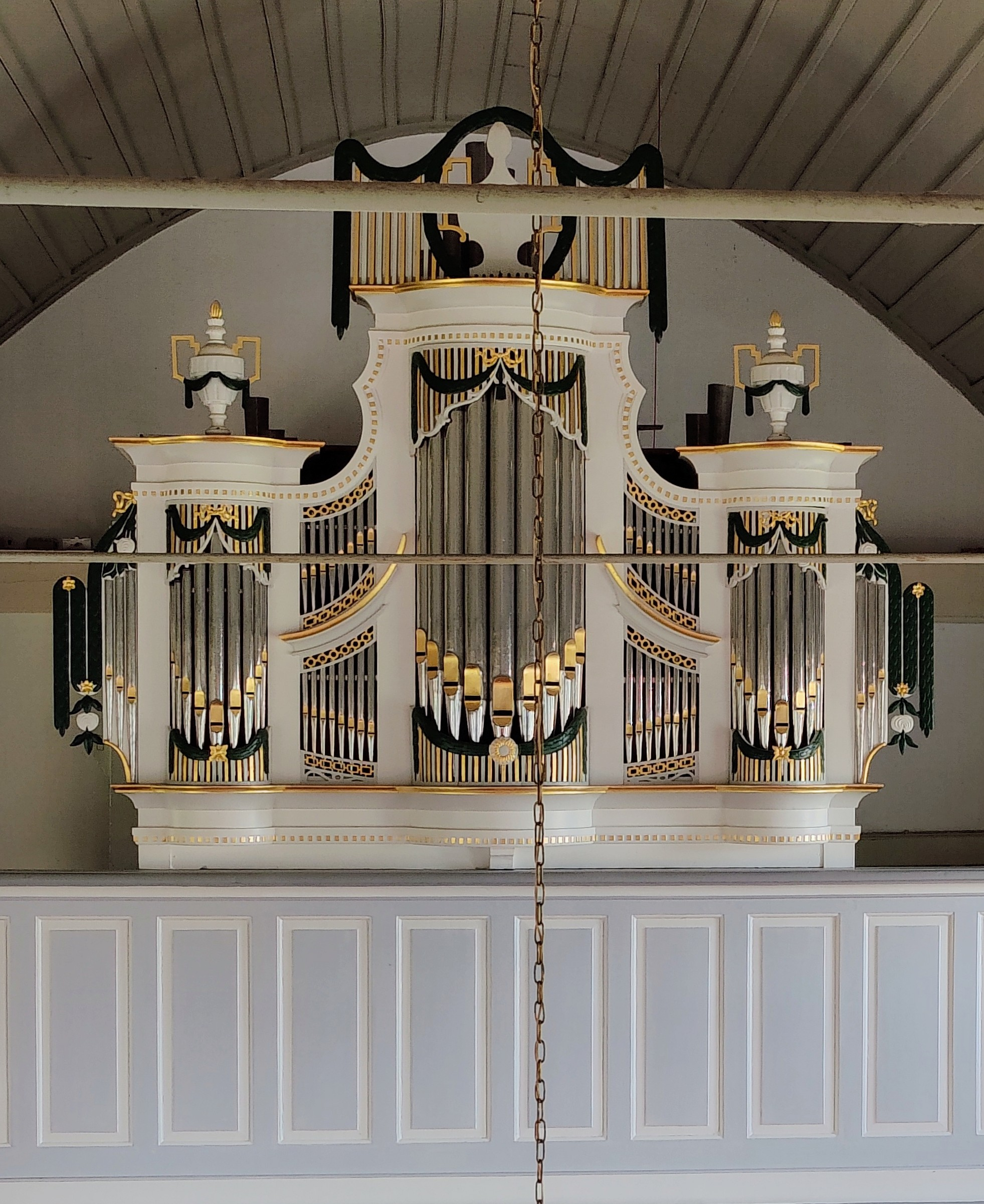
Prospekt der Rohlfs-Orgel von 1802

Die 1801/1802 von Johann Gottfried Rohlfs gebaute und weitgehend erhaltene Orgel verfügt über acht Register auf einem Manual und angehängtem Pedal. Das Instrument wird über drei Keilbälge mit Wind versorgt. 1993 führte Bartelt Immer zusammen mit Reinalt Johannes Klein und Uwe Knaak eine Restaurierung durch.
| I Manualwerk C–d3 |               |    |
| 1.                | Gedackt       | 8′ |
| 2.                | Flute Travers | 8′ |
| 3.                | Principal     | 4′ |
| 4.                | Rohrflöte     | 4′ |
| 5.                | Nassat        | 3′ |
| 6.                | Octave        | 2′ |
| 7.                | Mixtur III    |    |
| 8.                | Trompete B/D  | 8′ |
|                   | Tremulant     |    |

| Pedal C–c1 |           |
|            | angehängt |